# Apuros em Cingapura
Apuros em Cingapura é o sétimo álbum de estúdio da banda brasileira de pop punk/bubblegum Carbona, lançado em 24 de outubro de 2006 pela gravadora Toca Discos em parceria com a Revista OutraCoisa.

## Produção e gravação
A banda escolheu o produtor musical Tomas Magno, que já produziu O Rappa, Detonautas e Skank, para trabalhar no álbum. O produtor deu uma polida no som básico punk do grupo, que continua com boas melodias e refrões, em músicas chicletes como "Vertiplano" e "Amor de Supermercado”. O entrosamento com o produtor acabou sendo perfeito, mas o começo foi difícil. Afinal, os rapazes estavam acostumados a fazer tudo por conta própria, e de repente viram-se diante de alguém que estava ali para contribuir apontando novos caminhos. Antes mesmo de Tomas iniciar as gravações, acompanhou a banda em vários estúdios pela cidade e ouviu toda a discografia. “Ele perguntou se a gente queria um disco bem gravado ou se queríamos que ele entrasse como produtor”, conta Melvin. “Ele identificou que um disco do Carbona é um timbre de guitarra que atravessa o disco, chegamos ao cúmulo de gravar três músicas como se fosse uma só”, reconhece o baixista. O álbum foi gravado no estúdio Toca do Bandido.

## Lançamento e promoção
O álbum foi lançado em 24 de outubro de 2006 pelo selo Toca Discos em parceria com a Revista OutraCoisa, sendo vendido pelo valor de R$14,90. A banda optou por lançar desse jeito ao invés de fazer o lançamento pela Thirteen Records pelo fato do projeto acabar tendo mais visibilidade e também por ser mais acessível para qualquer público do Brasil e ter um custo de produção mais econômico.
Para promover o álbum, a banda fez um videoclipe da faixa "Lunático", que passou na MTV Brasil e teve a participação de Isis Valverde.

## Turnê
Em 2007, a banda embarcou na Vans Zona Punk Tour, um projeto da Vans. O primeiro show realizado foi na famosa casa noturna Hangar 110 juntamente com as bandas de rock Coligere e Mukeka di Rato. No ínicio, Henrique achou que seria estranho tocar com duas bandas com sonoridade mais pesada que o Carbora no entanto, o show acabou saindo bem. Eles logo em seguida partiram para Belo Horizonte, onde após descansarem, fizeram uma apresentação no Bar Brazil e em seguida, foram para o Espírito Santo onde fizeram um show na casa noturna ES Action Club em Vila Velha. O último show ocorreu no pub 92 graus em Curitiba, no Paraná. Totalizaram-se 450 shows em vários estados do Brasil, onde se apresentaram também com as bandas fixas do projeto da turnê como Mukeka di Rato, The Bombers, Colligere, Horace Pinker e Boom Boom Kid.
"Esta foi uma tour diferente pra gente, foi boa, vivemos momentos incríveis mas sem dúvida foi uma das mais difíceis pelos inúmeros problemas de produção que tivemos de enfrentar. Esta tour acontece numa época em que estamos completando 10 anos e de uma certa forma ela simbolizou o que foram estes anos" diz Henrique sobre a Turnê.

## Recepção Crítica
O álbum recebeu críticas favoráveis. "Em “Vide Bula”, que abre os trabalhos, vem a primeira surpresa. A marca registrada da banda, o vocal anasalado e agudo, foi embora. A medida que fica mais “hard rock” (fugir de subgêneros ainda vai ser difícil), a Carbona ganha nova personalidade" diz um crítico do site DoSol. "O resultado é um belo disco, cheio de músicas “fáceis” e colantes como sempre, mas com uma produção rara até para uma banda já inserida no mercadão" comenta um crítico da revista Rock em Geral.

## Faixas
Todas as faixas escritas e compostas por Henrique Badke, Melvin Ribeiro, Pedro Roberto. 
| N.º            | Título                                   | Duração |  |
| 1.             | "Vide Bula"                              | 2:55    |  |
| 2.             | "Lunático"                               | 3:05    |  |
| 3.             | "Um Cara Escroto"                        | 3:27    |  |
| 4.             | "Os Lindos Refrões Que Um Velho Ensinou" | 3:18    |  |
| 5.             | "Joga Os Dados Outra Vez"                | 3:11    |  |
| 6.             | "Luiza Denizot"                          | 3:35    |  |
| 7.             | "Eu Sou Doente"                          | 2:36    |  |
| 8.             | "Vertiplano"                             | 3:26    |  |
| 9.             | "Sessão Da Tarde"                        | 2:55    |  |
| 10.            | "Amor De Supermercado"                   | 2:32    |  |
| 11.            | "Porque"                                 | 3:33    |  |
| 12.            | "Se Você Fosse Um Robô"                  | 7:38    |  |
| Duração total: | Duração total:                           | 42:14   |  |

## Créditos

#### Carbona
- Henrique Badke - Vocal, guitarra.
- Melvin Ribeiro - Baixo.
- Pedro Roberto - Bateria.

#### Gravação
- Tomas Magno - Produção, gravação e mixagem.
- Ricardo Garcia - Masterização.

#### Músicos adicionais
- Fabricio Miranda - Backing Vocals.